# Osservatorio Astronomico di Collurania-Teramo

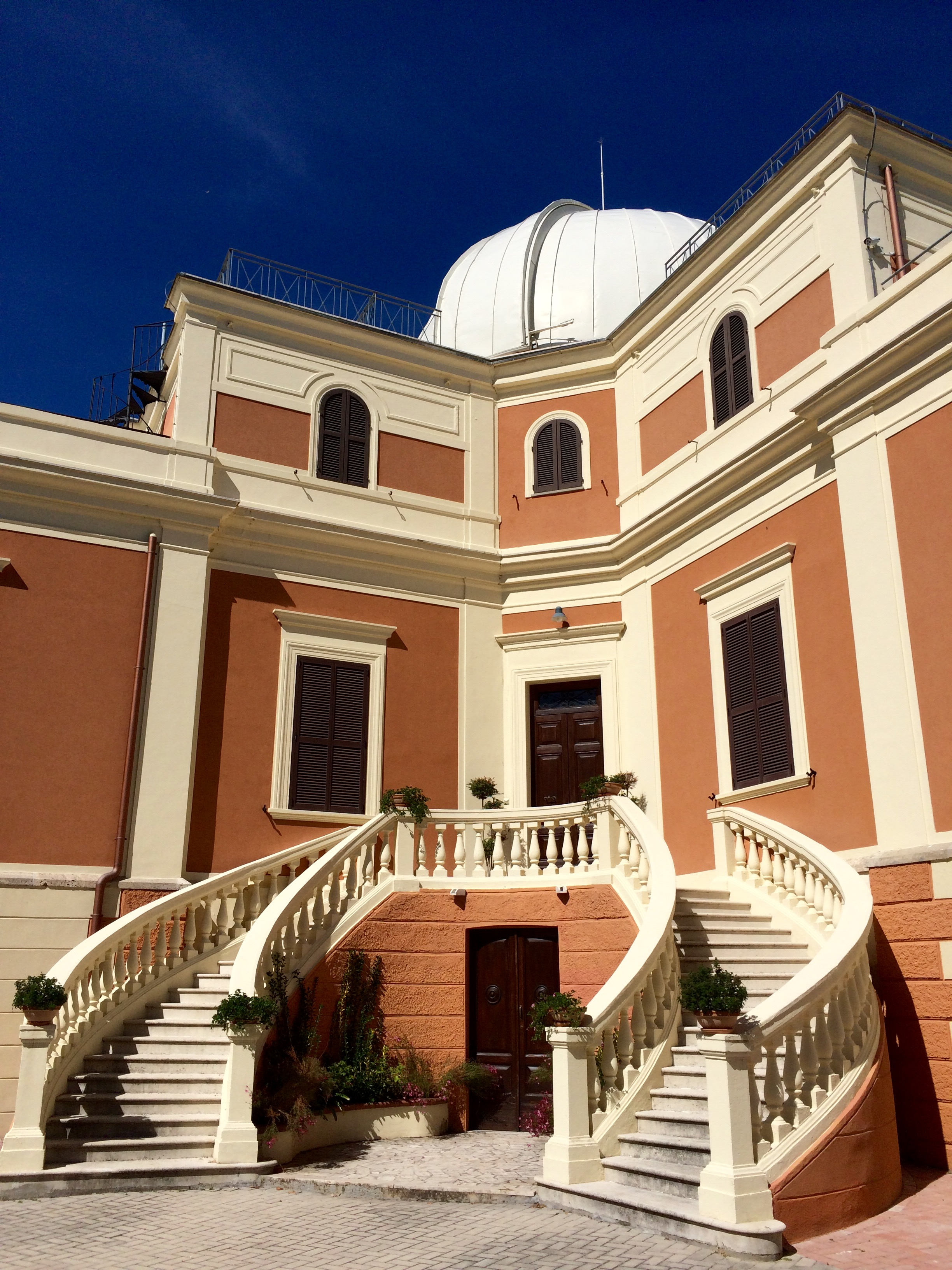
Osservatorio Astronomico di Collurania-Teramo

Das Osservatorio Astronomico di Collurania-Teramo „V. Cerulli“ (OACT, auch bekannt als Collurania-Teramo Observatory oder Collurania Observatory, Teramo) ist eine Sternwarte des Istituto Nazionale di Astrofisica  in Teramo, Italien. Sie wurde durch Vincenzo Cerulli gegründet, zu dessen Ehren sie seinen Namen trägt.
Die Sternwarte verfügt über ein Spiegelteleskop mit 76 cm Durchmesser und in der Außenstelle am Campo Imperatore über eines mit 108 cm.